# 筒城灯士郎
筒城 灯士郎（とうじょう とうしろう、1989年 -）は、日本のSF作家。

## 経歴・人物
無職であった2016年に、筒井康隆のライトノベル作品『ビアンカ・オーバースタディ』の続篇として執筆した『ビアンカ・オーバーステップ』で第18回星海社FICTIONS新人賞を受賞し、デビューに到った。2020年3月、「東向きのエミル」で第30回ジャンプ小説新人賞最終候補。2023年12月、「ズカズカ踏み込む美容師さん!」で#WorldMakerジャンプ+コンテスト佳作受賞。

## 作品リスト

### 単行本
- 『ビアンカ・オーバーステップ 上』星海社FICTIONS、2017年3月 ISBN 978-4-06-139964-8
- 『ビアンカ・オーバーステップ 下』星海社FICTIONS、2017年3月 ISBN 978-4-06-139965-5
- 『世界樹の棺』星海社FICTIONS、2019年11月 ISBN 978-4-06-517536-1

### 寄稿

#### 小説
- 「ベイビートーク」： 『小説すばる』2018年10月号 集英社 2018年9月発売 掲載

#### エッセイ等
- 「Oh ! マイアイドル」 : 『小説すばる』2017年6月号 集英社 2017年5月発売 掲載